# La Chapelle-Saint-Sépulcre
 La Chapelle-Saint-Sépulcre  es una población y comuna francesa, situada en la región de Centro, departamento de Loiret, en el distrito de Montargis y cantón de Courtenay.

## Demografía
| 149 | 143 | 145 | 171 | 225 | 250 |
| Para los censos de 1962 a 1999 la población legal corresponde a la población sin duplicidades (Fuente: INSEE [Consultar]) |     |     |     |     |     |